# Xã Madison, Quận Morgan, Indiana
Xã Madison (tiếng Anh: Madison Township) là một xã thuộc quận Morgan, tiểu bang Indiana, Hoa Kỳ. Năm 2010, dân số của xã này là 9.705 người.